# Дануб (Міннесота)
Дануб (англ. Danube) — місто (англ. city) в США, в окрузі Ренвілл штату Міннесота. Населення — 458 осіб (2020).

## Географія
Дануб розташований за координатами 44°47′28″ пн. ш. 95°6′12″ зх. д. / 44.79111° пн. ш. 95.10333° зх. д. (44.791040, -95.103434).  За даними Бюро перепису населення США в 2010 році місто мало площу 1,21 км², уся площа — суходіл.

## Демографія
Згідно з переписом 2010 року, у місті мешкало 505 осіб у 209 домогосподарствах у складі 145 родин. Густота населення становила 416 осіб/км².  Було 227 помешкань (187/км²).
Расовий склад населення:
| - 97,4 % — білих - 1,2 % — чорних або афроамериканців - 0,2 % — азіатів |

До двох чи більше рас належало 1,0 %. Частка іспаномовних становила 6,7 % від усіх жителів.
За віковим діапазоном населення розподілялося таким чином: 24,0 % — особи молодші 18 років, 58,8 % — особи у віці 18—64 років, 17,2 % — особи у віці 65 років та старші. Медіана віку мешканця становила 39,8 року. На 100 осіб жіночої статі у місті припадало 95,0 чоловіків;  на 100 жінок у віці від 18 років та старших — 102,1 чоловіків також старших 18 років.
Середній дохід на одне домашнє господарство  становив 56 890 доларів США (медіана — 49 904), а середній дохід на одну сім'ю — 60 649 доларів (медіана — 48 333). Медіана доходів становила 41 875 доларів для чоловіків та 26 250 доларів для жінок. За межею бідності перебувало 23,1 % осіб, у тому числі 45,0 % дітей у віці до 18 років та 2,4 % осіб у віці 65 років та старших.
Цивільне працевлаштоване населення становило 297 осіб. Основні галузі зайнятості: виробництво — 19,5 %, освіта, охорона здоров'я та соціальна допомога — 18,2 %, сільське господарство, лісництво, риболовля — 16,8 %.